# Charlotte Dujardin
Charlotte Dujardin (Enfield, 13 luglio 1985) è una cavallerizza britannica, campionessa olimpica nel dressage individuale e a squadre a Londra 2012 con il cavallo Valegro.
Nell'agosto del 2019 è stata eliminata dai campionati europei di Rotterdam a causa delle condizioni del suo cavallo, sanguinante al costato a causa degli speroni, usati troppo.
L’eliminazione per Charlotte Dujardin e Mount St John Freestyle (in applicazione della blood rule, ossia della regola FEI che comporta l’eliminazione in presenza di sanguinamento sul corpo del cavallo, nel caso specifico rilevato sul fianco durante il check post gara) ha fatto scivolare il team britannico al quarto posto, e conseguentemente alle squadre olandese e svedese sono andati, rispettivamente, il 2° e il 3° gradino del podio, l’argento e il bronzo. Ciò ha compromesso anche la posizione della nazionale britannica nella classifica per le Olimpiadi di Tokyo 2020.

## Palmarès

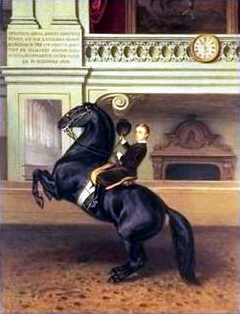
il cavallo

- Giochi olimpici

Londra 2012: oro nel dressage individuale e a squadre.
Rio de Janeiro 2016: oro nel dressage individuale e argento nel dressage a squadre.
Tokyo 2020: bronzo nel dressage individuale.
- Mondiali

Normandia 2014: oro nel dressage libero e speciale e argento nel dressage a squadre.
- il cavalloEuropei

Rotterdam 2011: oro nel dressage a squadre.
Herning 2013: oro nel dressage libero e speciale e bronzo nel dressage a squadre.
Aquisgrana 2015: oro nel dressage libero e speciale e argento nel dressage a squadre.